# Baesippo
Baesippo era el nombre de una población romana de la Bética citada por Plinio el Viejo, Claudio Ptolomeo y Pomponio Mela, así como en el VI Itinerario de Antonino, en la Tabula Peutingeriana y en el Anónimo de Rávena. Se situaba en la Vía Heraclea, entre Baelo Claudia y Mergablum, y de ella partía la Vía Asido, que llegaba hasta Hispalis. Tradicionalmente se ha identificado con Vejer de la Frontera, aunque existen mayores indicios de que se ubicó en Barbate.

## Toponimia
El nombre de Baesippo presenta la raíz Baes- y el sufijo -ippo. Dicho sufijo se asocia a los oppida de origen turdetano. Son ejemplo de ello Orippo, Olissipo, Lacipo, Acinipo, Irippo o Basilippo. Por su parte, la raíz Baes- probablemente haga referencia al río Besilo, citado en la Ora maritima de Avieno, que se corresponde con el actual río Barbate. Baesippo designaría, por tanto, a la "fortificación del río Besilo".

## Ubicación
Tradicionalmente se ha sostenido la tesis de que Baesippo se correspondía con Vejer de la Frontera, ya que la Vía Heraclea no podría pasar por la línea de costa a la altura de Barbate, debido a la amplia desembocadura del río Barbate, que probablemente formaba un estuario hasta las cercanías de Vejer en época romana. De acuerdo con los yacimientos arqueológicos encontrados hasta la fecha, la vía, viniendo desde Baelo Claudia, probablemente dejaba la costa y se inclinaba hacia el norte, pasando cerca de la laguna de la Janda, manteniéndose por el interior hasta La Barca de Vejer, donde volvía a bajar a la costa hasta el Iunonis promunturium (cabo Trafalgar).
No obstante, en Barbate se han encontrado restos arqueológicos que evidencian la existencia de una ciudad tardorromana, como son varias domus, un templo dedicado a Mitra y una importante necrópolis. Asimismo, existen referencias de una antigua iglesia paleocristiana (ermita de San Paulino) situada junto al templo de Mitra y la necrópolis, que quizás se construyó sobre el antiguo foro romano, por analogía de lo que ocurrió en otras ciudades como Tarraco.
Otro argumento a favor de Barbate es que Plinio el Viejo, entre otros, cita a Baesippo como un puerto (Portus Baesippo), por lo que la ciudad debió ubicarse en la costa. Además, dicho autor menciona como ciudad cercana a Besaro, la cual se ha identificado como la Vejer prerromana.

## Estatus
Según Plinio el Viejo, el estatuto jurídico de Baesippo era el de ciudad estipendiaria, es decir, que debía pagar anualmente un tributo o impuesto a Roma. A cambio, Roma le garantizaba la libertad para gobernarse,  ejercer sus actividades económicas y acuñar moneda. Se han encontrado monedas del siglo I a. C. que pudieron ser de la ceca de Baesippo, lo que vendría a acreditar lo dicho por Plinio.

Gaditani conventus civium Romanorum Regina, Latinorum Laepia Regia, Carisa cognomine Aurelia, Vrgia cognominata Castrum Iulium, item Caesaris Salutariensis; stipendiaria Besaro, Belippo, Barbesula, Blacippo, Baesippo, Callet, Cappa cum Oleastro, Iptuci, Ibrona, Lascuta, Saguntia, Saudo, Vsaepo...
Plinio el Viejo, Naturalis Historia, III, 15 (año 77 d. C.)

La mayoría de las ciudades que con anterioridad a las guerras púnicas habían estado bajo la órbita de Cartago tuvieron el estatuto de estipendiarias tras la conquista romana, como Carteia, Malaka, Sexi o Abdera.

## Historia
En la costa de Barbate no se ha encontrado ningún resto arqueológico que evidencie algún poblamiento prerromano. Sin embargo, en la sierra del Retín se ha hallado un oppidum, el Peñón del Aljibe, de origen bástulo o turdetano, que pudo ser el núcleo original de Baesippo hasta el dominio cartaginés, trasladándose a la costa tras la segunda guerra púnica y el comienzo del dominio romano. Esta teoría se basa en lo que ocurrió en las cercanas ciudades de Baelo Claudia y Mellaria, cuyos núcleos originales estaban situados en la montaña (en la Silla del Papa y en Betijuelo, respectivamente), a modo de oppidum, y que con los romanos pasaron a la línea de costa. Además, los únicos restos cartagineses de la zona se han encontrado en las lomas cercanas a la sierra del Retín, lo que podría servir de indicio.